# Pauline Black

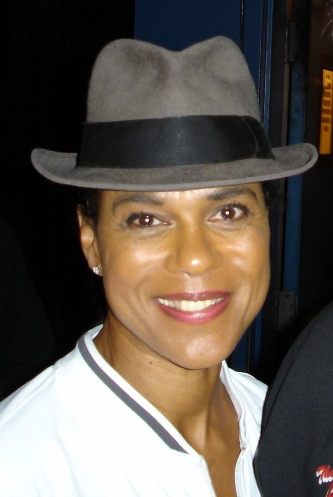
Pauline Black (2005)

Pauline Black (geboren als Belinda Magnus am 23. Oktober 1953 in Romford, England) ist eine britische Sängerin, Schauspielerin und Autorin, die vor allem als Sängerin der Band The Selecter bekannt ist.

## Leben
Black kam als Kind einer jungen jüdischen Engländerin und eines Nigerianers zur Welt. Ihr Vater war als Student nach London gekommen und war ein Yoruba-Prinz. Sie wurde von einem weißen Ehepaar adoptiert und erhielt dessen Nachnamen Vickers. Black studierte ab 1971 am „Lanchester Polytechnic“ (heute Universität Coventry) und arbeitete als Röntgenassistent in Coventry. Seit dieser Zeit kennt sie ihren Mann Terry Button, mit dem sie seit 1980 verheiratet ist.

## Werk
1976 sang Pauline in örtlichen Pubs. Im Mai 1979 ging sie mit Freunden zu einer Probe, bei der die Band The Selecter gegründet wurde, mit ihr als Sängerin. Zu dieser Zeit änderte sie ihren Nachnamen in Black.
Zusammen mit den Bands The Specials und Madness begründeten The Selecter die Two Tone-Bewegung. Die Band löste sich bereits 1982 auf, es gab seither aber mehrere Reunions.
Pauline Black veröffentlichte einige wenige Solo-Singles, z. B. Shoo-rah, Shoo-rah. 1995 erschien das Album Prime Cuts, das überwiegend Kompositionen von Pauline Black enthält, unter dem Bandnamen Pauline Black and The Selecter.
2010 ging Pauline Black mit The Selecter anlässlich des dreißigjährigen Jubiläums des Debüt-Albums Too Much Pressure auf Tour.
Nachdem es 2011 Streitigkeiten um den Bandnamen gab, sicherte sich Pauline Black das Markenrecht an The Selecter. 2015 tourte die Band, um die neue CD Subculture vorzustellen.

### Radio
2007 lieh Black ihre Stimme der BBC-Dokumentation Soul Britannia, die die Geschichte der Britischen Soul-Musik erzählt. In der Dokumentation Reggae Britannia taucht sie als Interviewer und als Mitglied von The Selecter auf. 2014 und 2015 moderierte sie als Gast Sendungen bei BBC Radio 6.

### Autobiographie
2011 veröffentlichte Pauline Black ihre Autobiographie Black by Design.

## Auszeichnungen
Ende 2022 wurde Black für ihre Verdienste um die Unterhaltungsindustrie mit dem Order of the British Empire ausgezeichnet.